# Dvouřadka

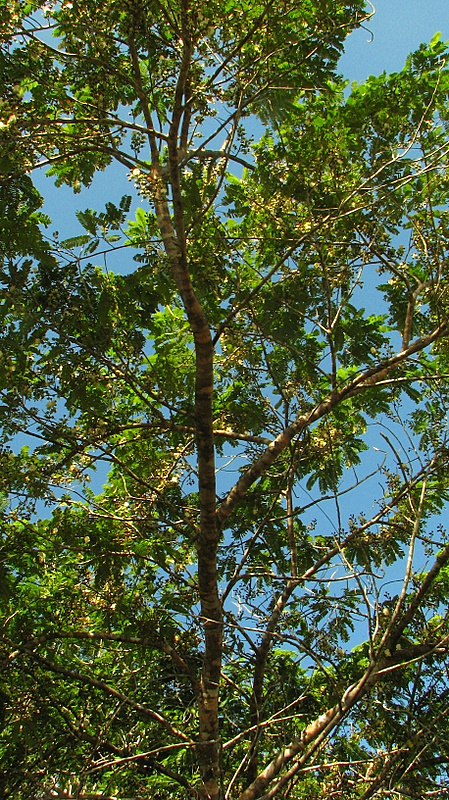
Dvouřadka Swartzia polita

Dvouřadka (Swartzia) je rod rostlin z čeledi bobovité. Jsou to keře a stromy s jednolistými nebo zpeřenými listy. Květy jsou výjimečné tím, že mají pouze jediný korunní lístek, případně jsou zcela bez koruny. Dvouřadky jsou rozšířeny v počtu asi 200 druhů v tropické Americe. Jejich význam je spíše lokální.

## Popis
Dvouřadky jsou beztrnné keře a stromy dorůstající výšky až 30 metrů, řidčeji i liány. Některé druhy roní červený latex. Listy jsou lichozpeřené s 1 až mnoha jařmy téměř nebo zcela vstřícných, vejčitých až podlouhlých lístků, případně jednolisté. Řapík a vřeteno listu jsou křídlaté nebo s okrouhlým průřezem. Palisty jsou drobné a jehlicovité nebo velké a listovité, většinou opadavé. Květy jsou bílé až žlutooranžové nebo fialové, stopkaté, uspořádané v jednoduchých nebo latovitých hroznech obvykle vyrůstajících z kmene, větví či starších větévek. Kalich je v poupěti kulovitý až vejcovitý, v průběhu rozvoje květu puká na 3 až 5 nepravidelných laloků. Koruna je složena pouze z jediného nehetnatého lístku nebo zcela chybí. Tyčinek je mnoho, jsou volné a většinou dvoutvaré. Semeník je složen z jednoho nebo výjimečně ze 3 plodolistů, obvykle s dobře vyvinutým gynoforem (stopkatý), čnělka je vrcholová nebo postranní, krátká nebo dlouhá. Plody jsou kožovité, dužnaté nebo dřevnaté, oválné nebo řetízkovité, většinou pukavé. Obsahují 1 až mnoho semen s bílým, žlutým nebo červeným míškem.

## Rozšíření
Rod dvouřadka zahrnuje asi 200 druhů. Je rozšířen v tropické Americe od Mexika po jižní Brazílii a Bolívii a na Karibských ostrovech. Nejvíce druhů se vyskytuje na severu Jižní Ameriky. Některé druhy, např. Swartzia arborescens, mají v jihoamerických vlhkých tropech velmi rozsáhlý areál rozšíření. Mezi zástupci tohoto rodu je však i mnoho endemitů, např. Swartzia pachyphylla na Roraimě. Dvouřadky rostou v tropických deštných lesích zejména v nadmořských výškách do 500 metrů, řidčeji i v horských lesích až do výše 2000 metrů. Zvláště hojně se vyskytují v poříčních a galeriových lesích (i na zaplavovaných půdách), řidčeji i na savanách nebo v suchých lesích, na vrcholech tepuis nebo v druhotných lesích.

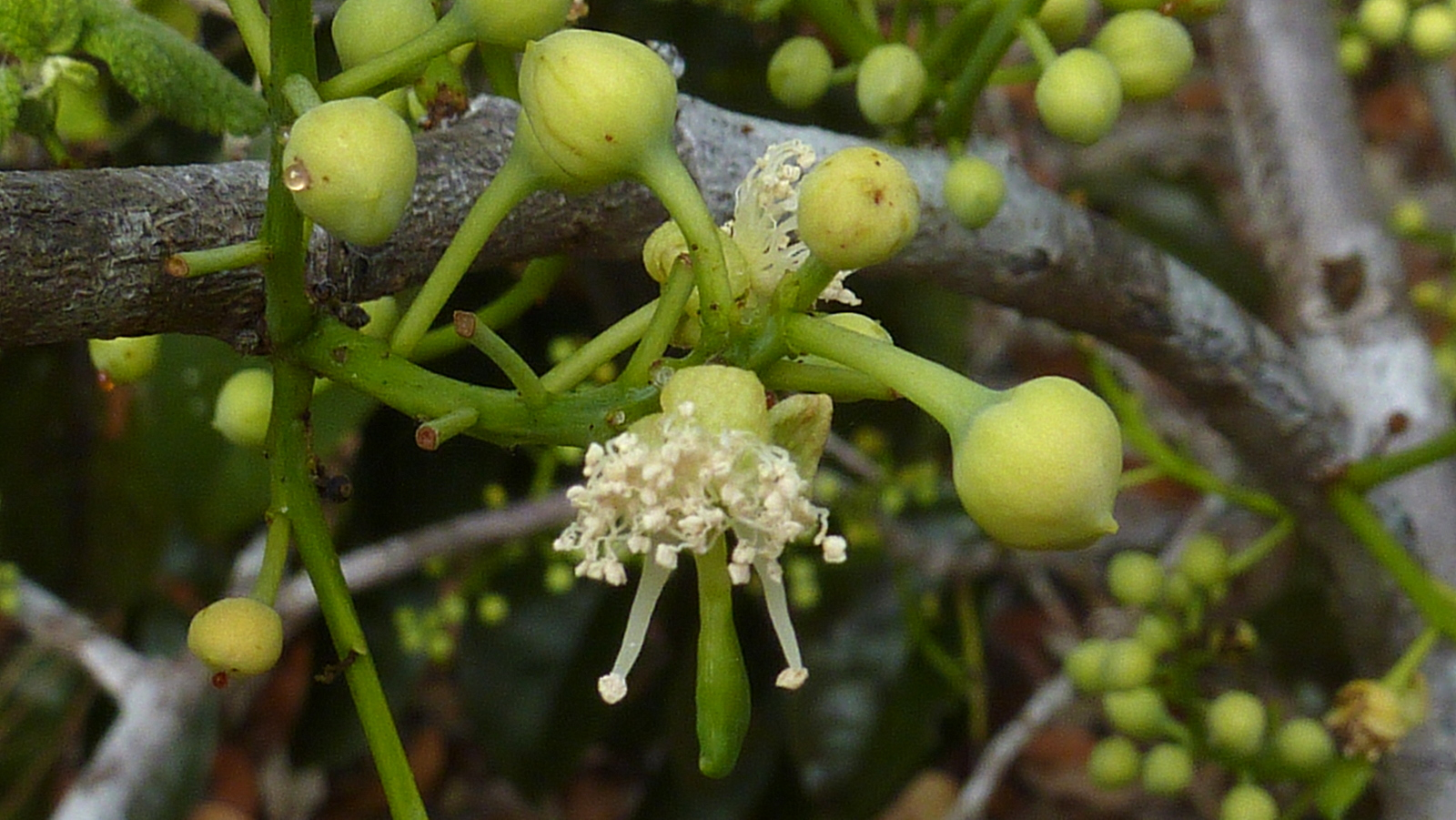
Bezkorunné květy Swartzia apetala
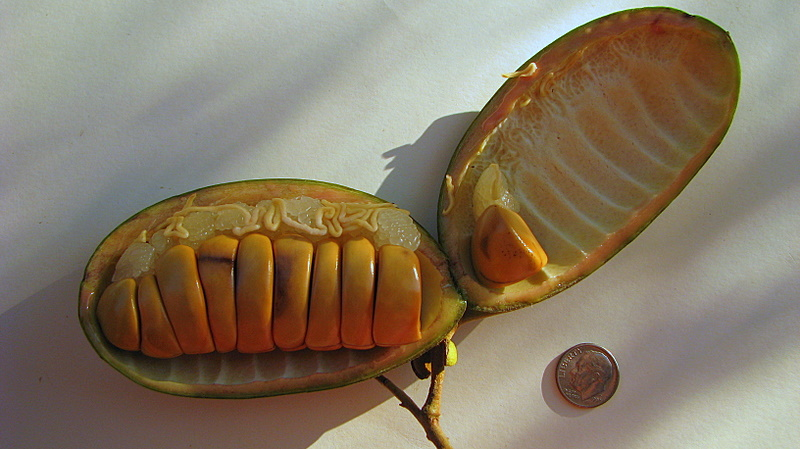
Otevřený plod Swartzia polita

## Taxonomie
Swartzia a blízce příbuzné rody z tribu Swartzieae jsou řazeny do podčeledi Faboideae, stavbou a ontogenezí květních orgánů se jí však velmi vymykají. V minulosti neměly jednoznačné taxonomické zařazení, neboť vykazují přechodné znaky mezi podčeleděmi Faboideae a Caesalpinioideae. V roce 1951 byla dokonce vytvořena nová podčeleď Swartzioideae. Výsledky současných molekulárních studií ukazují, že tribus Swartzieae spolu s tribem Sophoreae tvoří monofyletickou skupinu, která je bazální větví podčeledi Faboideae.
Korunní lístky jsou u dvouřadky redukovány na jediný petal nebo docela chybějí, tyčinky jsou pomnožené a některé druhy mají dokonce semeníky z několika plodolistů, což je úkaz v rámci celé čeledi bobovitých výjimečný. Další výjimečností je kalich, který je v poupěti celý, srostlý a až v průběhu rozvoje květu nepravidelně puká.
V některých zdrojích jsou uváděno rozšíření rodu dvouřadka i v Africe a na Madagaskaru. Oba africké druhy byly ovšem v roce 1997 přeřazeny do samostatného rodu Bobgunnia (B. fistuloides a B. madagascariensis) a rod dvouřadka má tak striktně neotropické rozšíření.

## Význam
Dvouřadky mají spíše místní využití.
Pryskyřice z kmene Swartzia argentea je v tropické Americe používána při ošetřování zranění způsobených jedovatým sladkovodním rejnokem trnuchou. Semena Swartzia sericea jsou používána jako návnada na ryby. Třísky ze dřeva Swartzia schomburgkii slouží k rozdělávání ohně.
Druh Swartzia polyphylla je v různých zemích Jižní Ameriky používán při léčení různých neduhů včetně nachlazení, malárie a zlomenin. Kůra slouží jako antiseptikum a pryskyřice je používána jako oční kapky.
Dřevo dvouřadek má malý ekonomický význam. Jádrové dřevo bývá hnědé až černé, je tvrdé, těžké (často těžší než voda), odolné vůči rozkladu a obtížně opracovatelné. Je používáno na těžké konstrukce. Ze dřeva Swartzia polyphylla se vyrábějí v Jižní Americe pádla.